# Cantón de Enghien-les-Bains
El cantón de Enghien-les-Bains era una división administrativa francesa, que estaba situada en el departamento de Valle del Oise y la región de Isla de Francia.

## Composición
El cantón estaba formado por tres comunas:
- Deuil-la-Barre
- Enghien-les-Bains
- Montmagny

## Supresión del cantón de Enghien-les-Bains
En aplicación del Decreto n.º 2014-168 de 17 de febrero de 2014, el cantón de Enghien-les-Bains fue suprimido el 22 de marzo de 2015 y sus 3 comunas pasaron a formar parte; dos del nuevo cantón de Deuil-la-Barre y una del nuevo cantón de Montmorency.